# Megalops atlanticus
El sábalo real o tarpón (especie Megalops atlanticus), es un pez osteíctio elopiforme de la familia de los megalópidos.
Es un pez de gran tamaño, de entre 2 y 2,5 m y alrededor de 150 a 161 kg de peso, de cuerpo fusiforme parecido a un arenque, totalmente cubierto de grandes y gruesas escamas, verde azulado en la parte superior y plateado en sus costados. La aleta dorsal empieza en la mitad del dorso y en el último radio, al igual que sucede con la aleta anal, se alarga hasta formar un filamento. Las aletas pectorales se encuentran en posición baja y las pelvianas son abdominales.
Los sábalos reales habitan en las zonas costeras del Atlántico, Florida y en África en latitudes tropicales. También habitan estuarios e incluso ríos y lagos. Se Agrupan en bancos para perseguir, a veces hasta aguas dulces, a los peces de los que se alimentan.
Su carne no es especialmente agradable pero su gran tamaño lo hacen una presa deseable para la pesca deportiva. Tanto en Tecolutla, México, como en Río San Juan, Nicaragua, se celebran cada año sendas competiciones internacionales de pesca de sábalo.  En Costa Rica, en Barra del Colorado, se encuentra la mayor concentración de sábalos del Caribe y también se promueve la pesca y liberación para la protección de la especie.
Su  distribución en el Atlántico occidental abarca  desde  Nueva  Escocia,  Canadá, hasta el sur de Brasil, incluyendo el Golfo de México y el Caribe, donde se concentran las poblaciones más abundantes. En el Atlántico oriental, se extiende desde Mauritania hasta Angola, con registros excepcionales en Portugal, España, las islas Azores y la costa atlántica de Francia. Es una especie alóctona en el Océano Pacífico al haber cruzado el canal de Panamá en los años 1940. En el Pacífico, su rango de distribución se extiende desde Guatemala hasta el norte de Perú.